# Desoperculación
La desoperculación es una actividad propia de la apicultura y es el procedimiento mediante el cual se remueven los opérculos de las celdas del panal para extraer la miel y la cera, cuando ya la miel está madura (18% de humedad).
Este es un paso previo necesario para la separación por fundición de la miel y la cera. Posteriormente se pasa al procedimiento de centrifugado de la miel para extraer de ese modo la cera restante evitando la emulsión.